# آراگواری
آراگواری (به پرتغالی: Araguari) یک شهر و شهر و شهرداری در برزیل است که در مینا ژرایس واقع شده‌است. آراگواری ۲٬۷۳۰٫۶۳۲ کیلومتر مربع مساحت و ۱۱۶٬۶۹۱ نفر جمعیت دارد و ۱٬۰۱۳ متر بالاتر از سطح دریا واقع شده‌است.